# Mesochra parva
Mesochra parva is een eenoogkreeftjessoort uit de familie van de Canthocamptidae. De wetenschappelijke naam van de soort is voor het eerst geldig gepubliceerd in 1946 door Thomson J.M..